# Lázaro Balcindes
Lázaro Balcindes (Cuba, 8 de febrero de 1963) es un atleta cubano retirado especializado en la prueba de triple salto, en la que consiguió ser medallista de bronce mundial en pista cubierta en 1985.

## Carrera deportiva
En los Juegos Mundiales en Pista Cubierta de 1985 ganó la medalla de bronce en el triple salto, con un salto de 16.83 metros, tras el búlgaro Khristo Markov y su paisano cubano Lázaro Betancourt (plata con 17.15 metros).